# Manifesto mórmon de 1890
O Manifesto de 1890 (em inglês: Manifesto of 1890) é uma publicação de A Igreja de Jesus Cristo dos Santos dos Últimos Dias que desmentiu oficialmente a prática contínua do casamento plural na Igreja. Assinado por Wilford Woodruff, que afirmou ter tido uma revelação de Jesus Cristo sobre o assunto, a 24 de setembro de 1890, o manifesto foi uma resposta à crescente pressão anti-poligamia do Congresso dos Estados Unidos, que em 1890 foi responsável pela desintegração da igreja e confiscação de seus bens materiais, além da prisão de muitos líderes mórmons.
1. ↑  «Manifesto of 1890». contentdm.lib.byu.edu. Consultado em 5 de outubro de 2024